# Jeanne Bicaba
Jeanne Bicaba, née en 1967 à Abidjan (Côte d’Ivoire) et morte le 15 juin 2005, est une chanteuse burkinabè.

## Biographie

### Enfance, éducation et débuts
Jeanne Bicaba compose sa première chanson à l'age de 7 ans. Elle entame sa carrière dès 14 ans. Elle intègre le groupe musical les Génitos de Meiway comme choriste. Elle y passe deux ans avant de rejoindre l’orchestre des ziglibitiens d’Ernesto Djédjé. En 1984, elle devient choriste de Alpha Blondy. Elle commence sa carrière solo en 1987.

### Carrière
Elle a à son actif quatre albums. Jeanne Bicaba chante en langue bwamu avec des variétés afro-zouk et soukous-zouk. Elle réalise ses albums en France avec Alphonse Mambo, sur arrangement d'Erick Cozac, Saint Dame, Santa et Coli, et Seydoni Production. En 2003, elle obtient le Kundé de la meilleure artiste féminin. Elle influence la carrière artistique de la danseuse Tiness,,,. 
En 2005, elle est nommée à la tête de l'Association des Jeunes Musiciens du Burkina Faso. 
Elle meurt le 15 juin 2005 à la suite d'un accident de circulation près de Katiola,. Son corps est rapatrié à Ouagadougou.

### Vie privée
Jeanne Bicaba est mère de deux enfants. 

## Discographie
- 1987 : Dombeni
- 1991 : Dalé
- 1993 : M'maa
- 1993 : Tchichine
- 2002 : Doumbeliza

| Vidéo externe |         |
|               | Dombeni |

| Vidéo externe |      |
|               | Dalé |

| Vidéo externe |       |
|               | M'maa |

| Vidéo externe |           |
|               | Tchichine |

```

```